# 小行星255989
小行星255989（255989 Dengyushian），臨時編號2006 TU94，是一顆位於小行星帶的小行星。於2006年10月15日由台灣鹿林天文台發現。
該小行星以已故知名台灣音樂家、作曲家鄧雨賢命名。